# Ceratosolen
Ceratosolen es un género de avispas del Viejo Mundo de la familia Agaonidae (avispas de los higos).
Polinizan higueras monoecias de las subsecciones Sycomorus y Sycocarpus, y de la sección Neomorphe, todas del subgénero Sycomorus. El género es nativo del Paleártico, región afrotropical, indomalaya y australiana.

## Biología
Las hembras adultas entran el higo por el ostiolo, un pasaje estrecho, y lo polinizan cuando depositan huevos en las flores. Los óvulos florales que reciben un huevo se convierten en agallas que alimentan a la larva. Los que no reciben un huevo, pero reciben polen son fecundados y se convierten en semillas. Los adultos que emergen de esos huevos se aparean antes que la hembra complete su desarrollo y tengan alas. Después, las hembras fecundadas recogen polen, salen del higo y buscan otro higo al cual fecundan. Los machos no tienen alas y no pueden salir del higo. Mueren después de aparearse.

## Asociaciones
Algunas avispas no polinizadoras se aprovechan de este mutualismo. Sycophaga sycomori deposita sus huevos en las flores nuevas, estimulando el crecimiento del endosperma y la expansión del siconio, pero no efectúa ninguna polinización. Las especies parasíticas Apocrypta guineensis y Sycoscapter niger usan sus largo ovipositores para perforar la pared del higo y sus larvas lo infectan durante su crecimiento, formando agallas en las flores, como consecuencia reducen la polinización de los higos que atacan.

## Especies
Hay más de 60 especies descritas, incluidas:
- Ceratosolen abnormis Wiebes, 1963
- Ceratosolen acutatus Mayr, 1906
- Ceratosolen adenospermae Wiebes, 1965
- Ceratosolen albulus Wiebes, 1963
- Ceratosolen appendiculatus (Mayr, 1885)
- Ceratosolen arabicus Mayr, 1906
- Ceratosolen armipes Wiebes, 1963
- Ceratosolen bakeri Grandi, 1927
- Ceratosolen bianchii Wiebes, 1963
- Ceratosolen bimerus Wiebes, 1965
- Ceratosolen solmsi (Mayr, 1885)
- Ceratosolen solomensis Wiebes, 1994
- Ceratosolen sordidus Wiebes, 1963
- Ceratosolen stupefactus Wiebes, 1989
- Ceratosolen vechti Wiebes, 1963
- Ceratosolen vetustus Wiebes, 1994
- Ceratosolen vissali Wiebes, 1981
- Ceratosolen wui Chen & Chou, 1997